# Acetyldigitoxin
Acetyldigitoxin là một glycoside tim. Nó là một dẫn xuất acetyl của digitoxin.